# Citole

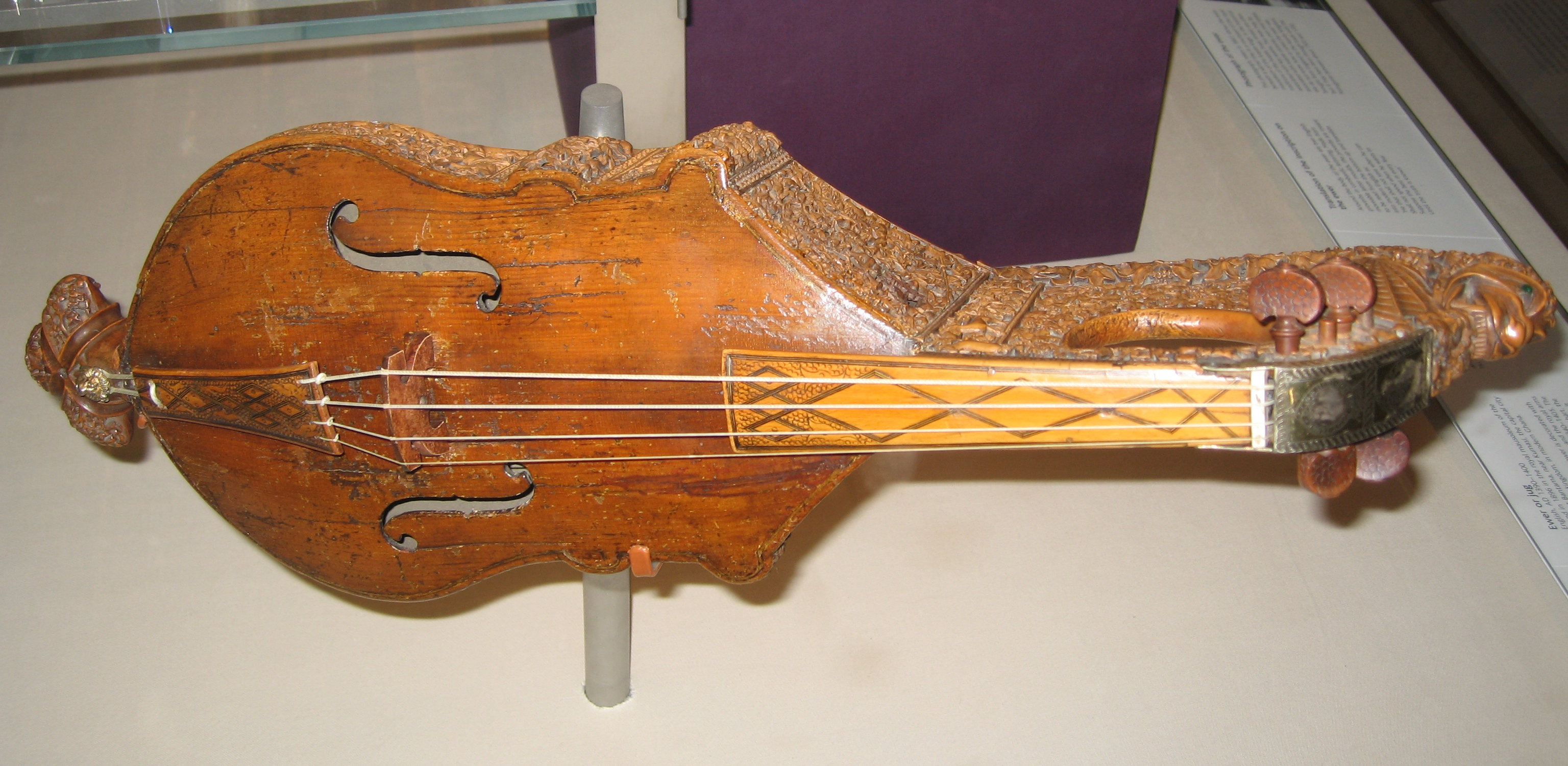
Citole expuesto en el Museo Británico

La cítola o Citole también escrito Sytole, Cytiole, Gytolle, etc (probablemente diminutivo del francés cithare, y no del Latín cista, caja), es un antiguo instrumento musical, cuya forma exacta es dudosa. En general se muestra como un instrumento de cuatro cuerdas, con un cuerpo que generalmente se conoce como "hoja de acebo". Existe un instrumento superviviente, que data de alrededor de 1300 y procede del Castillo de Warwick, actualmente se encuentra en el Museo Británico. Este citole fue convertido en violín probablemente hacia el siglo XVI. Por lo que no da una imagen completa de cómo era el instrumento.

La cítola se menciona con frecuencia en poemas que van del siglo XIII al siglo XV, y se encuentra citada en la Biblia Wycliffe (1360) en 2 Samuel vi.5, se puede leer: "Harpis and sitols and tympane". En la versión autorizada de la Biblia dicePsalteri, y en la Vulgata:Lyrae. Esto hizo suponer durante un tiempo que se trataba de otro nombre para el salterio, un instrumento con forma de caja que aparece a menudo en los misales iluminados de la Edad Media.